# Castello di Boumois
Il castello di Boumois è un castello della Francia situato nel comune di Saint-Martin-de-la-Place, a circa dieci chilometri da Saumur, nel dipartimento del Maine e Loira.

## Storia
Il primo castello era situato 500 metri a sud dell'edificio attuale, sulla riva destra della Loira. Costruita nel XIII secolo, la fortezza fu distrutta dagli Inglesi durante la Guerra dei Cent'anni.
L'attuale castello fu costruito a ridosso dell'argine della Loira all'inizio del XVI secolo, a partire dal 1515, da René de Thory, signore di Boumois, e da sua moglie, Anne Asse. Nell'ottobre 1521 de Thory stipulò un contratto con il mastro muratore Jean Pymotz per la costruzione delle volte della cucina e della dispensa e di due scale che conducevano al piano seminterrato, e con il fabbro Jean Raciquot, che aveva soprasseduto alla costruzione delle dipendenze a sud nel 1520.
Un contratto del 1524 stabilisce la costruzione della colombaia, di un muro con due porte per chiudere il cortile ad est e dell'ala nord di 107 piedi di lunghezza, che confinava con il cortile ed era unita alla cappella, all'epoca da poco costruita. Prima del 1530 furono costruite le sale a volta tra la cappella e il pignone del palazzo e un muro di recinzione del giardino di cinquecento tese di lunghezza, a sud del palazzo. La cappella, dedicata a Sant'Anna, fu consacrata nel 1546.
Durante le guerre di religione, tra il 1560 e il 1570, per rafforzare le difese del palazzo furono costruiti due bastioni di terra agli angoli e il fossato. L'entrata originale del muro del cortile fu sostituita da un portale su ispirazione dell'architetto italiano Sebastiano Serlio alla fine tra la fine del XVI secolo e l'inizio del XVII. Al contempo furono costruite due torri ai lati del portale. Nel luglio 1604 Philippe Duplessis-Mornay, governatore di Saumur, lasciò la città per sfuggire alla peste e si rifugiò nel castello di Boumois con la moglie. Il castello rimase di proprietà della famiglia Thoury fino al 30 gennaio 1607, quando Charles Thoury e sua moglie Suzanne Coutant cedettero la terra a François Peyrat, tesoriere di Madame de Montpensier. Egli morì nella notte tra l'1 e il 2 ottobre 1612; quindi il castello fu venduto dalla vedova, Philippe de Ragois, René Gautier, avvocato generale del Gran Consiglio di Francia e sovrintendente dell'Ordine di Fontevraud, che lo acquistò in 13 novembre 1613 per 34 117 livre. Egli fece costruire delle nuove dipendenze.
Alla fine del XVII secolo o all'inizio del XVIII furono elevate le ali del castello intorno al cortile. Nel 1700 il castello divenne proprietà di René Berthelot, appartenente alla Camera dei conti di Bretagna; quindi, tramite il matrimonio di sua figlia, passò alla famiglia Gohin. Marie Gohin sposò Gilles-Louis-Antoine Aubert du Petit-Thouars il 13 novembre 1754. La famiglia Aubert du Petit-Thouars quindi fece del castello uno dei suoi luoghi di residenza principali.
Il castello cambiò nuovamente proprietario nel 1833. L'ala sud fu distrutta nel 1859, come anche una masseria situata nel cortile. Nel 1889 l'area, di 45 ettari, fu venduta alla famiglia Girault. Le vetrate cinquecentesche della cappella (che raffiguravano, tra l'altro, René Thory e la sua famiglia) furono vendute alla fine del XIX secolo ad un antiquario di Tours.
Nel 1944, durante un bombardamento nei pressi dei binari della ferrovia, una bomba scoppiò vicino alla parte meridionale del palazzo e vennero danneggiati il tetto, la travatura e le porte. Dal 18 agosto 1953 il castello e i fossati, il pavimento interno piastrellato e la colombaia originale perfettamente conservata, con 1800 scomparti, sono classificati monumento storico.
Michel Laroche Grillault ereditò il castello nel 1965, in stato di profondo degrado. Le finestre erano rotte, l'intero tetto doveva essere rifatto, in particolare dopo la bomba del 1944, e nel salone cresceva addirittura un albero. Non vi erano, naturalmente, né acqua corrente né elettricità. Il restauro durò 30 anni, in cui si tentò di riportare il palazzo al suo aspetto originario.

## Descrizione
Il castello presenta uno stile a metà tra il tardo gotico e lo stile del primo Rinascimento francese. L'influenza del Rinascimento è particolarmente visibile nella decorazione scultorea e nella presenza di colonne tortili del XVI secolo.
Dall'esterno il castello si mostra come una cinta fortificata chiusa intorno ad un cortile d'onore; le due torri di guardia sui lati della porta monumentale del cortile risalgono all'inizio del XVII secolo, così come il portale ispirato a Serlio.
La residenza si trova sul fondo del cortile, fiancheggiata da una torre d'angolo poligonale. Tra la casa e la cappella ci sono quattro piccole camere a volta. Il camminamento di guardia che si estende su tre lati e le torri in posizione avanzata rispetto alla facciata hanno, come nel castello di Langeais, una funzione estetica più che difensiva.
All'interno il salone al primo piano ospita una collezione di armi del Cinquecento e del Seicento; al secondo piano sono visibili una sala con volta in legno, il cammino di ronda e la cappella.